# 瓦萨足球俱乐部
瓦萨足球俱乐部（芬蘭語：Vaasan Palloseura，简称VPS瓦萨，香港又称VPS華沙），是芬兰足球俱乐部，位于芬兰城市瓦萨，成立于1924年。球队的主场为埃莉莎体育场。俱乐部的标志颜色为黑色和黄色。
瓦萨足球俱乐部曾赢得过两次芬兰顶级足球联赛芬超的冠军。俱乐部在2020年赛季降级至芬兰足球甲级联赛。在2022年赛季重返芬超。